# The Glitter Band
Die Glitter Band begann als Begleitband von Gary Glitter und veröffentlichte ab 1974 auch ohne Gary Songs. Sie gehört zu den bekanntesten Vertretern des Glam Rock. Von Besonderheit war dabei, dass zwei Schlagzeuger gleichzeitig spielten. 1977 trennte sich die Gruppe zunächst, kam aber 1981 noch einmal zusammen.

## Geschichte
Als Gary Glitters erste Single Rock and Roll Parts 1 and 2 ein Nummer-zwei-Hit in England wurde, stellte er fest, dass er eine Band brauchen würde. Er kontaktierte dafür seinen Manager John Rossall, der zu der Zeit der musikalische Direktor der „Boston Show Band“ war. Mit kleinen personellen Änderungen entstand daraus zunächst „The Glittermen“ und später „The Glitter Band“, die Gary Glitter in TV-Shows und bei Live-Auftritten begleiteten, während die Instrumentaltracks auf Glitters Studioaufnahmen und Hits überwiegend von Produzent und Koautor Mike Leander eingespielt wurden. Nachdem 1972 Ray Moxley aus der Band geworfen wurde, hatte die Band zunächst keinen Bassisten. Er wurde durch John Springate von The Foundations ersetzt.
1973 schlug John Rossall Mike Leander vor, dass die Band eigene Schallplatten aufnehmen sollte. Leander, der auch die Produktionen für die Glitter Band übernahm, ging darauf ein, die ersten Aufnahmen wurden allerdings verworfen. Die Band nahm schließlich Angel Face auf. Zuvor hatten sie einige Live-Auftritte mit eigenem Material sowie Coverversionen aus den 50er und 60er Jahren.
Im März 1974 wurde Angel Face bei Bell Records veröffentlicht und erreichte auf Anhieb Platz 4 in Großbritannien. Es folgten weitere Hitsingles wie Just for You und Let's Get Together Again. John Rossall, der musikalischer Leiter der Band war und zusammen mit Gerry Shephard die ersten drei Hits komponiert hatte, verließ die Gruppe Ende 1974. Bis 1976 veröffentlichte die Glitter Band drei Alben und eine „Greatest-Hits“-Kompilation. Mit People Like You and People Like Me, geschrieben von Gerry Shephard und John Springate, hatten sie Anfang 1976 ihren letzten Hit. Da die Verkaufszahlen danach deutlich zurückgingen und Glamrock von neuen Musiktrends wie Disco oder dem damals neu aufkommenden Punkrock abgelöst wurde, trennte sich die Glitter Band von Bell, unterzeichnete einen Vertrag mit CBS Records und verkürzte ihren Namen auf „G Band“. 1977 löste sich die Band jedoch auf. In den 1980er Jahren fanden die Musiker wieder für gelegentliche Auftritte als The Glitter Band zusammen.
Der Gitarrist Gerry Shephard starb im Mai 2003. John Rossall und Harvey Ellison, die beiden Saxofonisten, traten noch eine Zeit lang unter dem Namen The Glitter Band auf. Pete Phipps tourt mit einer eigenen „Glitter Band“ und ist außerdem in Brian Connollys (†) Sweet-Nachfolgeband „BC Sweet“ involviert. John Springate lebt an der Costa del Sol in Spanien, ist Musikproduzent und Entertainer. Tony Leonard spielt in seiner eigenen Band namens „Soultime“.

## Bandmitglieder
- Gerry Shephard (* 28. Dezember 1951, † 6. Mai 2003) – Gitarre, Gesang
- John Springate (Bass, Gesang)
- John Rossall (* 26. November 1945, † 2. Oktober 2021) – Saxofon, Posaune (bis Ende 1974)
- Brian „Harvey“ Ellison (* 13. Januar 1952, † 1. Februar 2017) – Saxofon
- Pete Phipps – Schlagzeug, Keyboards
- Tony Leonard – Schlagzeug

## Diskografie (Auswahl)

### Alben
- Hey – Bell 1974
- Rock'n'Roll Dudes – Bell 1975
- Listen to the Band – Bell 1975
- Greatest Hits – Bell 1976
- Paris Match – CBS 1977
- The Best of the Glitter Band – Repertoire 1998

### Singles
- Angel Face – Bell 1974
- Just for You – Bell 1974
- Let's Get Together Again – Bell 1974
- Goodbye My Love – Bell 1975
- The Tears I Cried – Bell 1975
- Love in the Sun – Bell 1975
- Alone Again – Bell 1975
- People Like You and People Like Me – Bell 1976
- Don't Make Promises – Bell 1976
- She Was Alright – CBS 1977